# Народна астрономія
Народна астрономія — частина народної космології, що охоплює сукупність уявлень про так званий «верхній» (небесний) світ — один із трьох основних космологічних рівнів у традиційній світоглядній моделі. У народних уявленнях небесний світ розглядається як або ізоморфний (подібний) до земного, або як його дзеркальне відображення. Він перебуває у постійній взаємодії з «нижнім» (підземним) світом, який асоціюється з душами предків і водною стихією. Астрономічні явища сприймаються як важливі передвісники родючості, врожаю, стихійних лих, хвороб чи соціальних катаклізмів (війн, мору тощо). У народному світогляді небесні сили наділені здатністю безпосередньо впливати на земне життя, що зумовлює їх важливу роль у формуванні традиційних уявлень про порядок світу.

## Історія та особливості
Народна астрономія сформувалася на основі давніх вірувань і переказів — як усних, так і писемних, що часто тісно переплетені між собою. Згідно з цими уявленнями, небо постає як велика опукла кришка, що накриває плоску земну поверхню. Його порівнювали зі склом, твердим ґрунтом, каменем, залізом, сріблом, шкірою або полотном. До внутрішньої поверхні небесного склепіння, за народними уявленнями, прикріплені світла — Сонце і Місяць, подібні до лампад, які рухаються своїми шляхами.
У деяких слов'янських народів, зокрема в українців, зафіксовані уявлення про два типи небес: «нижнє» — видиме, наближене до землі, створене з блакитної хмарної матерії, і «верхнє» або «горне» — невидиме, тверде, що випромінює яскраве, палаюче світло. На цьому «горньому» небі, згідно з народною традицією, перебуває «божий престол і небесні сили».
Під впливом книжкових джерел та апокрифічної літератури сформувалися уявлення про сім небес, що були поширені серед слов'ян. Зокрема, в сербській рукописній збірці XV сторіччя з Герцеговини згадується, що святий Василій Великий говорив про сім небесних поясів, які символізують шість днів творення і сьомий день спокою, а також містять сім зірок — названі «планетами». Існують також згадки про 12 небесних воріт, які, ймовірно, пов'язані з системою зодіаку.

## Народні уявлення
Рух зірок і планет у слов'янській, а також євразійській народній традиції пояснювався їх обертанням навколо небесної осі, яку уявляли як стовп, жердину, веретено або цвях, з яким ототожнювали полярну зорю. Ця «вісь неба» асоціювалася з «пупом землі», серединою світу, місцем, звідки, за міфами, виростало світове (райське) дерево, дерево життя. Небо часто уявляли також як місце перебування раю, а іноді й пекла.
Центральне місце серед небесних світил посідало Сонце, яке вважалося «ликом божим» або «небесним вікном». У народній міфології Сонцю, як і Місяцю, надавали людських рис: йому приписували родинні зв'язки, здатність харчуватись, сумувати, одружуватись тощо. У різних переказах Сонце ототожнювалося з короваєм, сковородою, колесом чи вогняною кулею. Воно «живе» на краю світу, за морями й горами, та щодня «купаєтся» у морі, аби охолонути й не спалити землю. Сонце відіграє ключову роль у народному визначенні пір року та тривалості дня.
Велика кількість вірувань і міфів пов'язана з Місяцем, особливо з його фазами — молодиком, повнею та стариком, що впливали на звичаї, забобони й передбачення. У болгарських традиціях місяць називають «дідом-богом» або «повною свічкою», а молодий місяць — «новим світилом». У багатьох легендах сонце постає чоловічим началом, а місяць — жіночим, хоча обидва можуть зображуватись як царі або князі.
Рогоподібна форма місяця стала підґрунтям для багатьох поетичних назв (наприклад, укр. рогоженько). У східнослов'янських замовляннях місяць часто постає як оселя душ померлих або провідник у царство мертвих. Через нічну появу він вважався ближчим до світу зірок. Серед зоряних об'єктів особливо виділяли Велику Ведмедицю, Плеяди, Венеру, Оріон і Чумацький Шлях.

## Назви зірок та сузір'їв
Назви зірок і сузір'їв в індоєвропейських народів пов'язані із землеробством, полюванням або міфологією. У слов'ян переважає перший тип назв, у греків — третій, який згодом набув поширення в європейській та слов'янській книжковій астрономії. У народній слов'янській астрономії сузір'я називаються за різними знаряддями праці, предметами (віз, ярмо, рало, борона, граблі, коси, ківш, сито), за людьми (кісці, орачі, пастух), за домашніми тваринами і птахами (воли, вівці, поросята, насідки). Незліченність зірок на небі символізує достаток урожаю, приплоду худоби, плодів, ягід тощо.